# Rebilus wisharti
Rebilus wisharti är en spindelart som beskrevs av Norman I. Platnick 2002. Rebilus wisharti ingår i släktet Rebilus och familjen Trochanteriidae.
Artens utbredningsområde är New South Wales. Inga underarter finns listade i Catalogue of Life.